# Guillermo de Croy
Guillermo de Croÿ (h. 1458 - 28 de mayo de 1521) (Guillaume II de Croÿ, sieur de Chièvres en francés) fue un privado, político y consejero de Carlos I de España de origen flamenco. Fue hecho caballero de la Orden del Toisón de Oro en 1491. 

## Biografía
Cortesano de prestigio ya en la corte de Maximiliano I de Habsburgo, fue hombre de confianza de su joven nieto Carlos y el principal protagonista del tratado de Noyon con los franceses, firmado en agosto de 1516. También acompañó al rey Carlos I de España en su primer viaje a España en septiembre de 1517. Una vez en Castilla, los cortesanos flamencos con Chièvres, a la cabeza, aprovecharon su ascendencia con el rey para copar cargos y rentas en el reino, lo que tuvo mucho que ver con el posterior levantamiento de los Comuneros, al ser acusado por los castellanos de nepotismo y corrupción, entre otras cuestiones por ser el promotor de que el rey designara como arzobispo de Toledo, con ingresos de rentas riquísimos, a su sobrino, de 20 años de edad, también llamado Guillermo de Croy. Naturalizado como tal arzobispo desde octubre de 1519, mediante un Breve de acuerdo favorable del papa León X. 
El arzobispo murió el 6 de enero de 1521 por caída de caballo a los 23 años de edad. Y su poderoso tío Chièvres también murió en la ciudad renana de Worms apenas cuatro meses después que su sobrino. Fue probablemente envenenado, según constó en las investigaciones sobre su muerte, tres días después de haber aparecido el Edicto de Worms el 25 de mayo de 1521, en perjuicio de los seguidores protestantes de Martín Lutero.